# Augustin Louis Cauchy
Augustin Louis Cauchy (Pariz, 21. kolovoza 1789. – Sceaux, 23. svibnja 1857.), francuski matematičar.
Bio je profesor matematike i astronomije u Parizu. Smatra se osnivačem teorije funkcija jedne kompleksne varijable. Razvio je teoriju valova u optici, radio na teoriji elastičnosti. Bio je jedan od prvih koji je matematički strogo zasnovao i razvijao infinitezimalni račun. Njegovo ime nalazi se na listi 72 znanstvenika ugraviranih na Eifellovom tornju.

## Djela
- "Algebarska analiza"
- "Predavanja o primjenama infiitezimalnog računa u geometriji"